# Inoziemcewo
Inoziemcewo – osiedle typu miejskiego w Rosji, w Kraju Stawropolskim. W 2010 roku liczyło 28 398 mieszkańców.